# Sclerochilus krosensis
Sclerochilus krosensis is een mosselkreeftjessoort uit de familie van de Bythocytheridae. De wetenschappelijke naam van de soort is voor het eerst geldig gepubliceerd in 1982 door Schornikov.